# Швадернау
Швадернау (нем. Schwadernau) — коммуна в Швейцарии, в кантоне Берн.
Входит в состав округа Нидау. Население составляет 633 человека (на 31 декабря 2006 года). Официальный код — 0748.